# Турб, Тоомас
Тоомас Турб (эст. Toomas Turb; род. 31 января 1957, Surju, Пярнумаа) — советский и эстонский легкоатлет, специалист по бегу на длинные дистанции, кроссу и марафону. Выступал на всесоюзном уровне в конце 1970-х — начале 1990-х годов, чемпион Всемирной Универсиады, чемпион СССР в беге на 10 000 метров, призёр первенств всесоюзного и республиканского значения, участник чемпионата Европы в Афинах. Представлял Таллин и спортивное общество «Калев».

## Биография
Тоомас Турб родился 31 января 1957 года в деревне Сурью уезда Пярнумаа Эстонской ССР. Заниматься лёгкой атлетикой начал в 1969 году под руководством тренера Айна Коовита, позднее был подопечным Рейна Роокса и Олава Карикоска. Проходил подготовку в Таллине, состоял в добровольном спортивном обществе «Калев». В 1980 году окончил факультет физической культуры Таллинского государственного педагогического института.
Впервые заявил о себе в сезоне 1979 года, выиграв чемпионат Эстонии по кроссу в дисциплине 12 км.
В 1980 году вновь стал победителем кроссового эстонского первенства, в беге на 5000 метров финишировал седьмым на чемпионате СССР в Донецке.
Будучи студентом, в 1981 году представлял Советский Союз на Всемирной Универсиаде в Бухаресте — в программе бега на 10 000 метров с результатом 29:42.83 превзошёл всех соперников и завоевал золотую награду. Помимо этого, в беге на 3000 метров выиграл бронзовую медаль на международном старте в Будапеште, в беге на 5000 метров стал бронзовым призёром на всесоюзных соревнованиях в Москве и закрыл десятку сильнейших на международной встрече в Риети, в беге на 10 000 метров пришёл к финишу шестым на Кубке мира в Риме и пятым на чемпионате СССР в Москве.
В 1982 году в дисциплине 3000 метров победил на чемпионате Эстонии в помещении в Таллине, в дисциплине 14 км получил серебро на чемпионате СССР по кроссу в Ессентуках, занял 71-е место на чемпионате мира по кроссу в Риме, в дисциплине 10 000 метров был четвёртым на чемпионате СССР в Киеве, в дисциплине 5000 метров с личным рекордом 13:30.53 взял бронзу на Мемориале Владимира Куца в Подольске. Благодаря череде успешных выступлений удостоился права защищать честь страны на чемпионате Европы в Афинах — на дистанции 10 000 метров показал результат 29:15.75, расположившись в итоговом протоколе соревнований на 15-й строке.
В 1983 году в беге на 10 000 метров завоевал серебряную награду на VIII летней Спартакиаде народов СССР в Москве, при этом став победителем разыгрывавшегося здесь чемпионата Советского Союза.
В 1984 году в дисциплине 10 000 метров победил на Мемориале братьев Знаменских в Сочи, финишировал девятым на чемпионате СССР в Донецке.
Во второй половине 1980-х — начале 1990-х годов выступал преимущественно на небольших коммерческих стартах на шоссе.